# Bodotria iroensis
Bodotria iroensis är en kräftdjursart som beskrevs av Hiroshi Harada 1967. Bodotria iroensis ingår i släktet Bodotria och familjen Bodotriidae. Inga underarter finns listade i Catalogue of Life.